# Senzo Meyiwa
Senzo Robert Meyiwa, mais conhecido como Senzo Meyiwa (Durban, 24 de setembro de 1987 — Vosloorus, 26 de outubro de 2014) foi um futebolista sul-africano que atuava como goleiro. 

## Carreira
Atuou pelo Orlando Pirates da Premier Soccer League, e pela Seleção Sul-Africana.
Faleceu em 26 de outubro de 2014 vítima de tiro por arma de fogo.

## Ligações Externas
- «Senzo Meyiwa» (em inglês). em Footballdatabase